# Stongenhöhe
Stongenhöhe är en bergstopp i Österrike.   Den ligger i distriktet Bregenz och förbundslandet Vorarlberg, i den västra delen av landet, 500 km väster om huvudstaden Wien. Toppen på Stongenhöhe är 1 770 meter över havet, eller 77 meter över den omgivande terrängen. Bredden vid basen är 0,73 km.
Terrängen runt Stongenhöhe är kuperad norrut, men söderut är den bergig. Närmaste större samhälle är Dornbirn, 17,2 km väster om Stongenhöhe. 
I omgivningarna runt Stongenhöhe växer i huvudsak blandskog. Runt Stongenhöhe är det ganska tätbefolkat, med 144 invånare per kvadratkilometer.